# Estrutas
Estrutas (em latim: Strūthᾱs; em grego: Στρούθας; romaniz.: Stroúthas) foi um sátrapa persa do século IV a.C.. Em 392 a.C., foi despachado pelo xainxá Artaxerxes II para assumir o comando da satrapia da Lídia, substituindo Tiribazo, e para perseguir uma política antiespartana. Estrutas aliou-se aos ateninentes contra Esparta na Guerra de Corinto (395–387 a.C.) e invadiu o território mantido pelos espartanos e seus aliados. Em consequência, o rei Agesilau II (r. 400–360 a.C.) ordenou que seu comandante na região, Tibrão, atacasse Estrutas, mas ele foi derrotado e morto pelo sátrapa. Tibrão foi então substituído por Difridas, que reconstruiu seu exército e atacou o território de Estrutas com sucesso. Por volta de 388 a.C., Tiribazo foi renomeado sátrapa da Lídia em substituição de Estrutas.